# Carlos Sánchez Mato
Carlos Sánchez Mato (Madrid, 1970) es un economista, profesor universitario y político español afiliado a Izquierda Unida. Fue concejal del Ayuntamiento de Madrid desde 2015 hasta 2019 y delegado del Área de Gobierno de Economía y Hacienda del Ayuntamiento entre 2015 y 2017. Actualmente es profesor en la Universidad Complutense de Madrid. 

## Biografía
Autodefinido como economista heterodoxo, católico de base, Carlos Sánchez Mato estudió Economía en la Universidad Complutense de Madrid, además de cursar estudios en Economía Internacional y Desarrollo. En el momento de incorporarse como concejal al Ayuntamiento de Madrid se encontraba realizando una tesis doctoral sobre la crisis financiera y la necesidad de una banca pública.
Ha trabajado como director financiero de varias entidades y como técnico investigador del Observatorio de la Deuda en la Globalización. Además, ha sido coordinador de Attac Madrid y ha participado en la Plataforma por una Banca Pública y en la Plataforma por una Auditoría Ciudadana de la Deuda. También ha sido docente en diversos cursos de formación relacionados con la economía solidaria y la cooperación al desarrollo.
Igualmente, ha participado en los equipos de investigación de varias ONGs como Intermon Oxfam, Manos Unidas, Confer o Justicia y Paz, como los estudios que concluyeron en la campaña Deuda externa ¿deuda eterna?. También ha colaborado en la coordinación de la Plataforma 0,7 y la Red Ciudadana por la Abolición de la Deuda Externa.
Sánchez Mato se declara católico de base, aunque siempre se ha manifestado muy crítico contra la jerarquía eclesiástica, especialmente en los casos de abusos a menores, llegando a ser portavoz del colectivo Iglesia sin Abusos. Asimismo, aboga por una separación total entre el Estado y la Iglesia.
En abril de 2019 se impuso en las primarias abiertas de Madrid en Pie Municipalista para determinar el cabeza de la candidatura para las elecciones municipales de mayo, postulándose así como aspirante a la alcaldía madrileña.

## Concejalía de Economía y Hacienda
La entrada de Ahora Madrid en mayo de 2015 al gobierno del Ayuntamiento de Madrid se produjo en el momento en el que el municipio estaba endeudado en torno a 5.000 millones de euros y con un tercio de su presupuesto destinado a amortizar esta deuda pública, siendo el mayor déficit de todas las localidades españolas. Esta deuda había aumentado desde 990 millones de euros a finales del año 2000 hasta alcanzar su máximo histórico en más de 7.000 millones en 2012, durante los gobiernos de Alberto Ruiz Gallardón y Ana Botella.
La labor de Sánchez Mato en la Concejalía de Economía y Hacienda ha suscitado fuertes críticas y controversias a un lado y otro del espectro político. En su primera etapa, el Consistorio redujo el ritmo de amortización de la deuda y criticó la práctica del ejecutivo anterior de amortizar tanto como fuese posible aduciendo que la amortización anticipada era "vergonzosa" y al ejecutivo anterior le "molaba hacerlo". A pesar de declarar su voluntad de incrementar el gasto social especialmente dirigido a las personas en mayor situación de vulnerabilidad, y llevar a cabo medidas de participación ciudadana, el Consistorio aumentó la presión impositiva de forma desigual y redujo el Impuesto de Bienes Inmuebles por aprobación en el pleno (por todos los partidos) de una disposición que lo reducía en un 7%. Paralelamente, el grupo al que pertenece Sánchez Mato rechazó aprobar un compromiso de reducción ulterior del IBI a lo largo de la legislatura
Otra controversia que afectó a su mandato estuvo relacionada con la auditoría que, junto con la concejal Celia Mayer, encargó a un organismo ligado a la coalición de gobierno y que él mismo había creado. El objetivo declarado consistía en auditar e investigar la deuda del Ayuntamiento con la intención de conocer los motivos del incremento desmesurado de la deuda durante los gobiernos anteriores y si los contratos responsables de este aumento se realizaron mediante irregularidades o con mala fe. El informe de auditoría tuvo un coste de 50.000 euros y generó fuertes críticas por haberse encargado a pesar de que los servicios jurídicos del Ayuntamiento habían constatado la sujeción a la legalidad del ejecutivo anterior Junto con Celia Mayer, fue imputado en 2017 por supuestos delitos de malversación de fondos públicos. A pesar de la imputación, ambos concejales rechazaron dimitir de sus cargos alegando que el Código Ético de Ahora Madrid no se lo exigía.

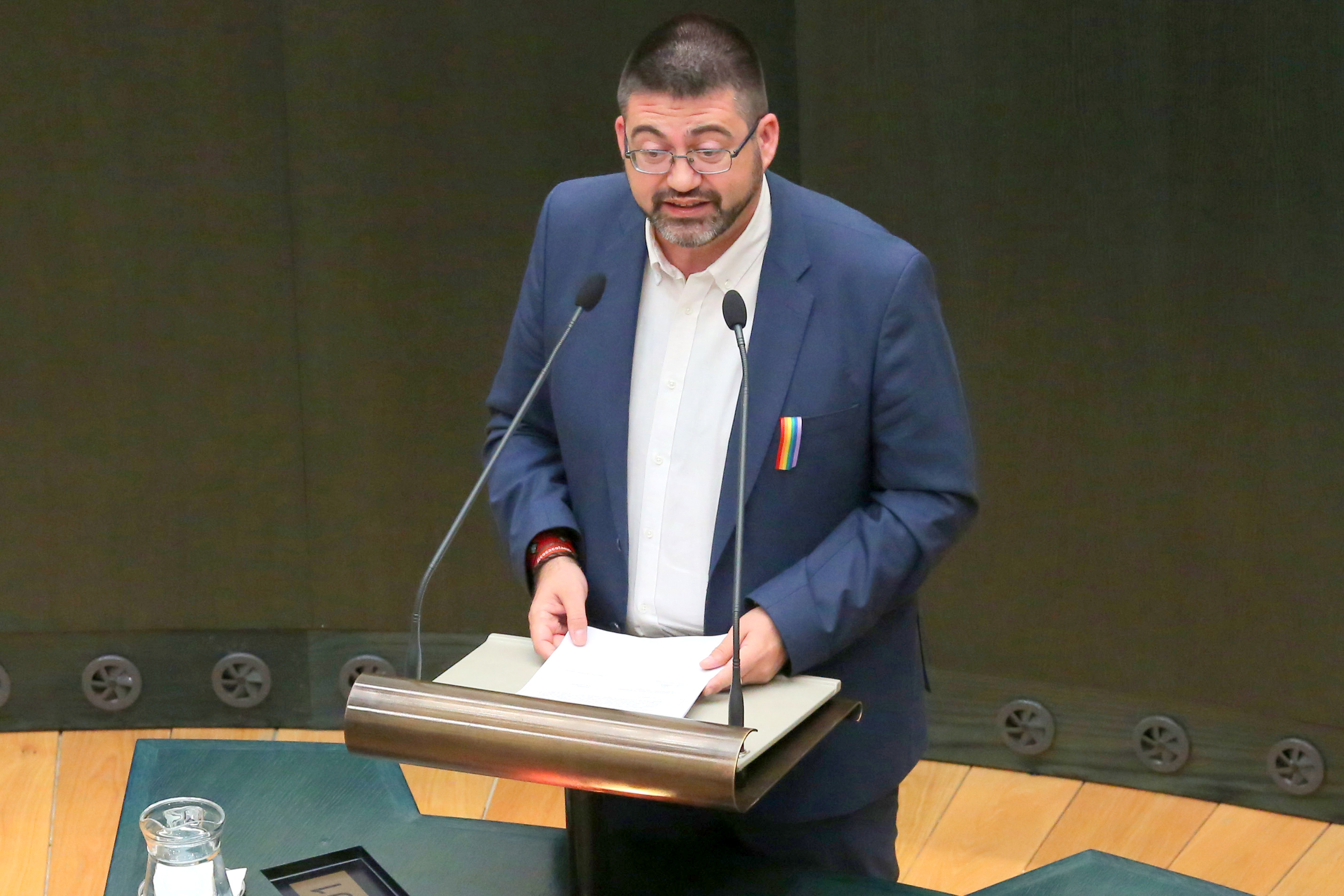
Interviniendo en el pleno del ayuntamiento en junio de 2017.

Entre las medidas dirigidas al aumento de la recaudación municipal destacan el aumento del impuesto sobre bienes inmuebles (IBI) a los grandes propietarios y multinacionales instalados en la capital, al mismo tiempo que se reducía el IBI para la mayoría de los ciudadanos y los barrios más humildes. También, ha impulsado el cobro de un impuesto a los cajeros automáticos de los bancos o la remunicipalización de la propiedad y gestión de algunas empresas.
Por otro lado, entre las decisiones orientadas a reducir los gastos del Consistorio, la gestión de Sánchez Mato se distingue por el traslado de dependencias municipales que se encontraban en inmuebles alquilados a edificios propiedad del Ayuntamiento que se hallaban vacíos. Además, también se anularon los contratos con agencias de calificación, por el hecho de que su gerencia en el Consistorio estaba determinada a no emitir más deuda. En este sentido, Sánchez Mato apostó por una reducción sostenida de la deuda que permitiese compatibilizar el gasto social.

### Controversias
La gestión heterodoxa de las finanzas del Ayuntamiento de Madrid por parte de Sánchez Mato le llevó en 2016 a enfrentamientos políticos con el Ministerio de Hacienda y Administraciones Públicas, dirigido por Cristóbal Montoro, y a una posible inhabilitación política. Se le acusaba de incumplir el techo de gasto en 2015 por 17 millones de euros derivados, entre otros, del cumplimiento de la devolución de la paga extra a los funcionarios retenida en 2012.
También en 2017 Sánchez Mato se ha enfrentado al Ministerio de Hacienda al sobrepasar 244 millones el gasto permitido para el Ayuntamiento,.
En 2017, Carlos Sánchez Mato, Celia Mayer, también concejala del Ayuntamiento de Madrid, y Ana Varela, consejera delegada de la empresa municipal Madrid Destino, encargaron una auditoría externa de esta empresa debido a los sobrecostes de los contratos del Open Tenis concedidos al empresario Ion Țiriac durante los mandatos del Partido Popular, pese a que los servicios jurídicos del Ayuntamiento declararon su improcedencia. Posteriormente presentaron este informe ante la Fiscalía Anticorrupción por las sospechas de irregularidades. La aportación que el Ayuntamiento hacía al evento había pasado de 1,5 millones de euros en 2001 a 5,3 en 2009, sobrepasando los 10,4 millones de euros en 2010. Además, en 2011 se había blindado el contrato durante 10 años de manera que la contribución del Ayuntamiento pasara de 6,4 millones de euros en 2012 hasta los 8,8 millones en 2021, lo que supone alrededor del 10% del presupuesto anual del Consistorio para todas las actividades deportivas en un evento de poco más de una semana de duración. Previamente también se habían detectado irregularidades y sobrecostes en la construcción de la sede del evento, la Caja Mágica. En mayo de 2017 el Partido Popular se querelló contra ambos concejales y la consejera delegada de Madrid Destino por el encargo de dicha auditoría externa, alegando malversación de caudales públicos y prevaricación, admitiéndose a trámite en junio y siendo citados a declarar en septiembre para valorar si se cometió delito en el encargo de estos informes externos. En 2022 Sánchez Mato, Varela y Meyer fueron absueltos de todos los cargos y el Partido Popular fue condenado a hacerse cargo de las costas por actuar con mala fe en el proceso judicial.

### Libros
- 919 días. ¡Sí se podía! Cómo el Ayuntamiento de Madrid puso la economía al servicio de la gente (2019).[80]